# Olena Radchenko
Olena Radchenko (Brovary, 21 de maio de 1973) é uma ex-handebolista profissional ucraniana, medalhista olímpica.
Olena Radchenko fez parte do elenco da medalha de bronze inédita da equipe ucraniana, em Atenas 2004.